# Evangelischer Friedhof Bad Homburg vor der Höhe

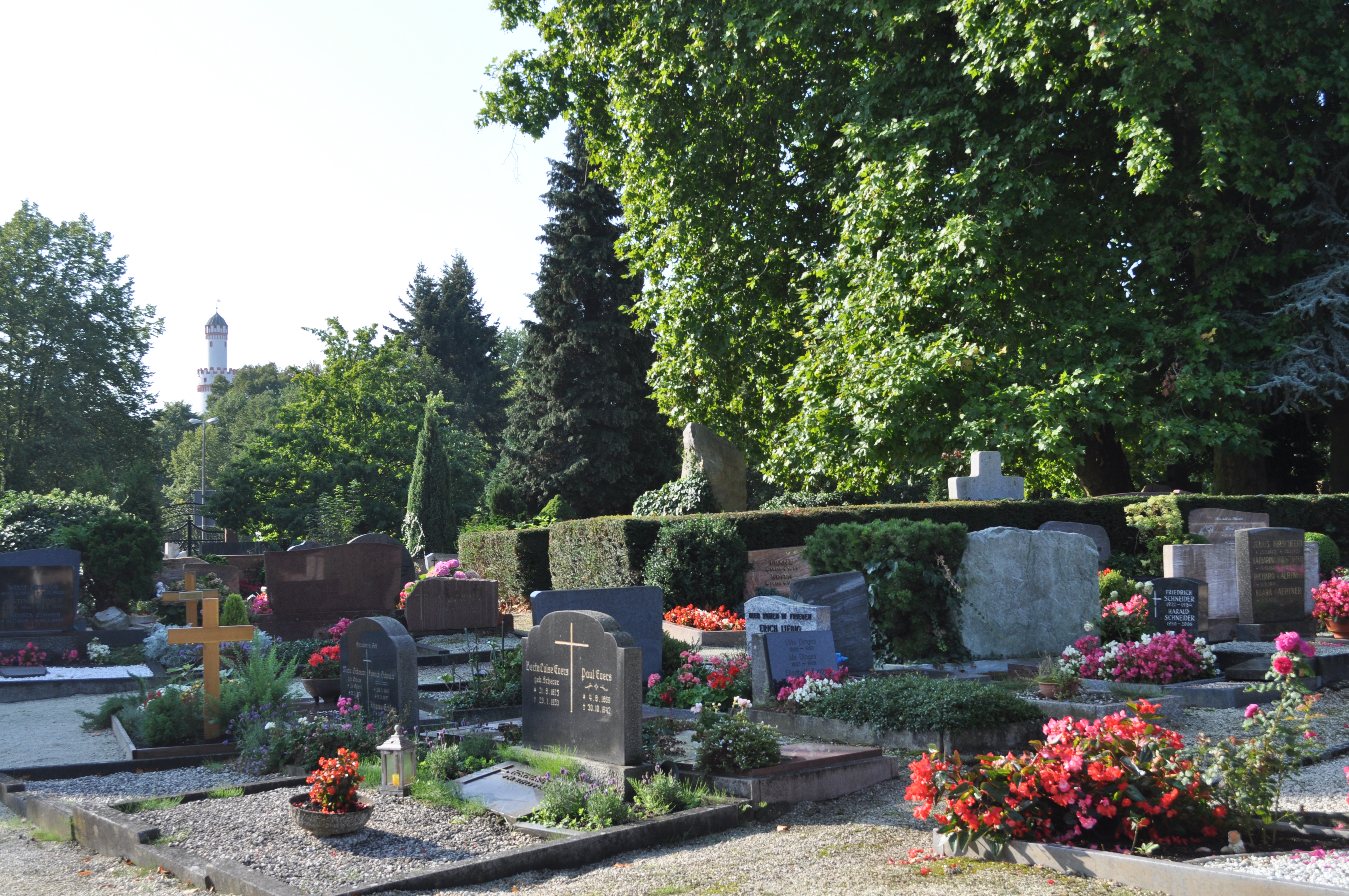
Evangelischer Friedhof

Der Evangelische Friedhof an der Saalburgstraße ist ein Friedhof in Bad Homburg vor der Höhe. Die ganze Anlage steht unter Denkmalschutz. Viele bekannte Einwohner der Stadt sind hier beerdigt. Er ist der älteste der neun Friedhöfe der Kurstadt und umfasst etwa 3.440 Grabstätten.

## Geschichte
Seit 1455 ist die Existenz des Unterkirchhofs in der Nähe des Untertors belegt. Dieser Friedhof muss sich an der Stelle des heutigen Friedhofs oder in seiner unmittelbaren Nähe befunden haben.
Der Friedhof selbst wurde 1647 erstmals als Friedhof der Lutheraner urkundlich erwähnt. Anlass der Erwähnung war die Erweiterung des  Friedhofs um den Mutz’schen Garten. 1729 wurde der Friedhof erneut vergrößert und 1744–50 mit einer Mauer eingefriedet. 1714 wurde aus dem Baumaterial der neben dem Rathaus abgebrochenen Fleischschirn ein Kirchhofhaus erbaut. Bis zur Gründung des katholischen Friedhofs am Gluckensteinweg um 1850 wurden auch die (wenigen) Katholiken Homburgs hier begraben (wenn sie nicht in Kirdorf beerdigt wurden).

## Eingangstor

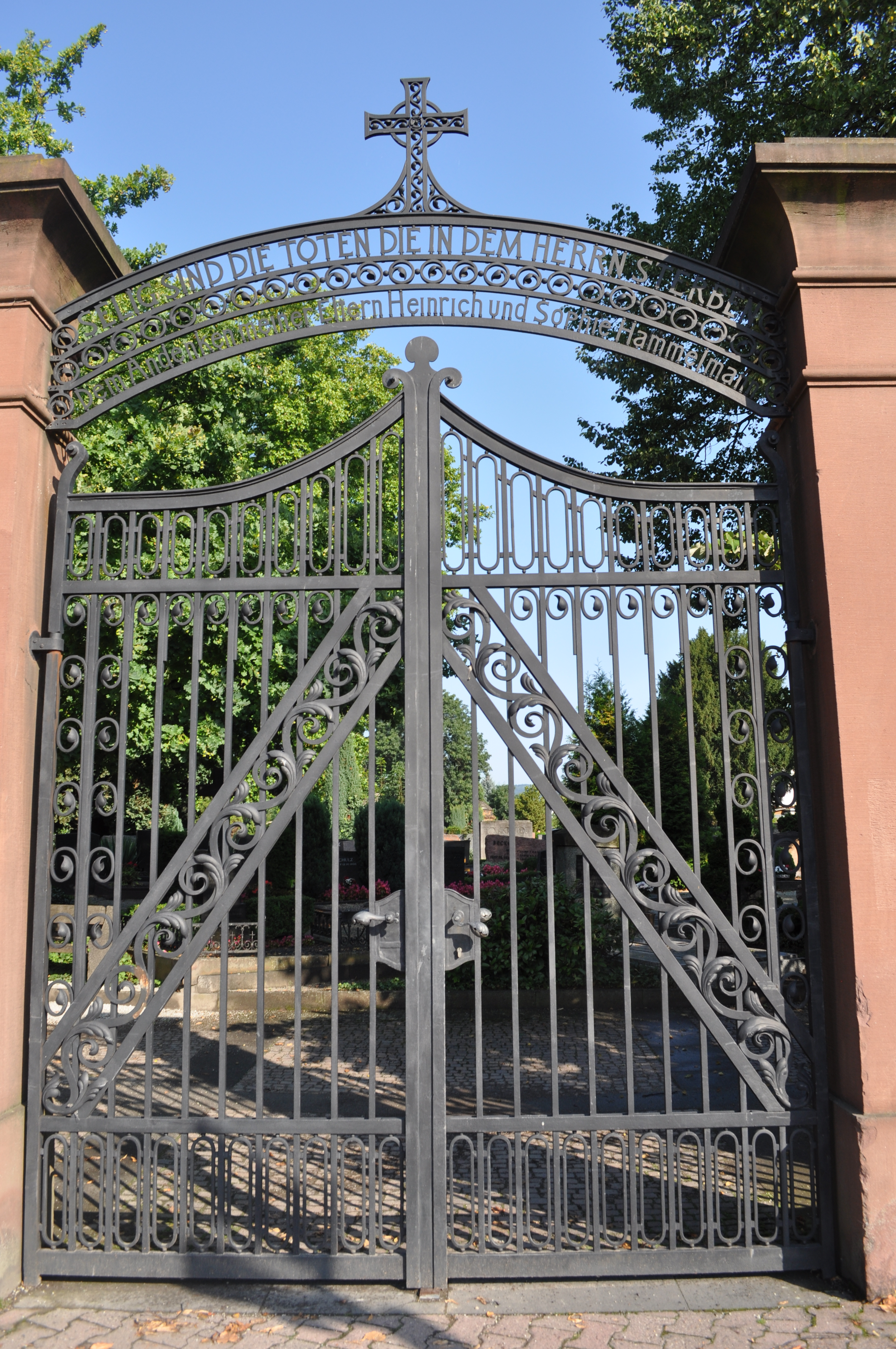
Eingangstor

Um 1900 wurde der Eingang an seinen heutigen Platz verlegt. Ein von den Geschwistern Hammelmann gestiftetes und von Louis Jacobi entworfenes, barockisierendes Portal in Buntsandstein mit den schmiedeeisernen Toren aus der Werkstatt von Wilhelm Merle empfängt den Besucher. Die seitlichen Pfosten werden von Urnen gekrönt, die der (nicht erhaltenen) Grabausstattung der Hofdamen Luise und Christiane von Ziegler nachempfunden wurden.

## Die Kapelle

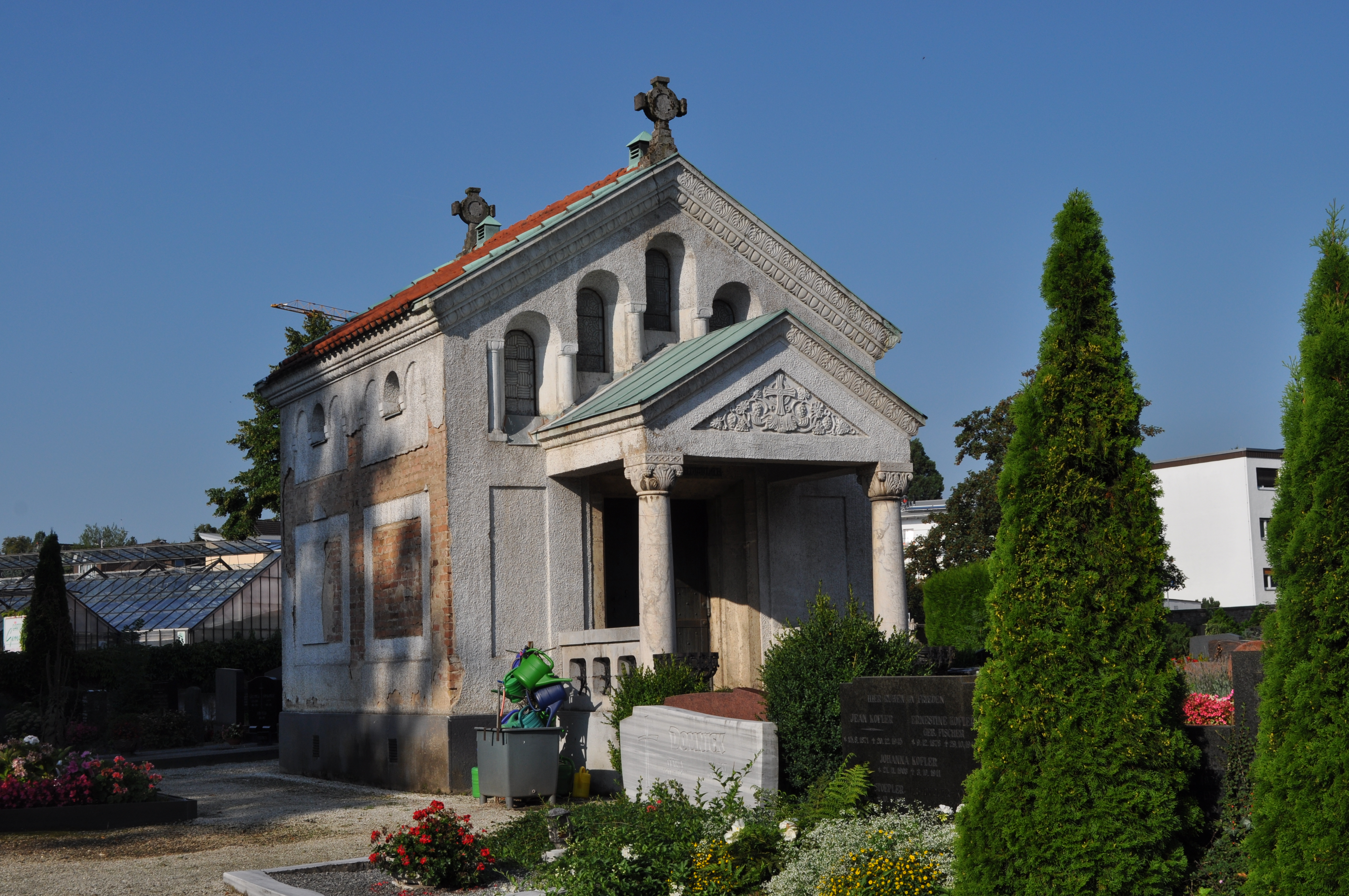
Kapelle

Nach dem „Totenhaus“ von 1714 und dem Ersatzbau von 1842 wurde 1883 das „Leichenhaus“ erbaut.

## Die neue Trauerhalle

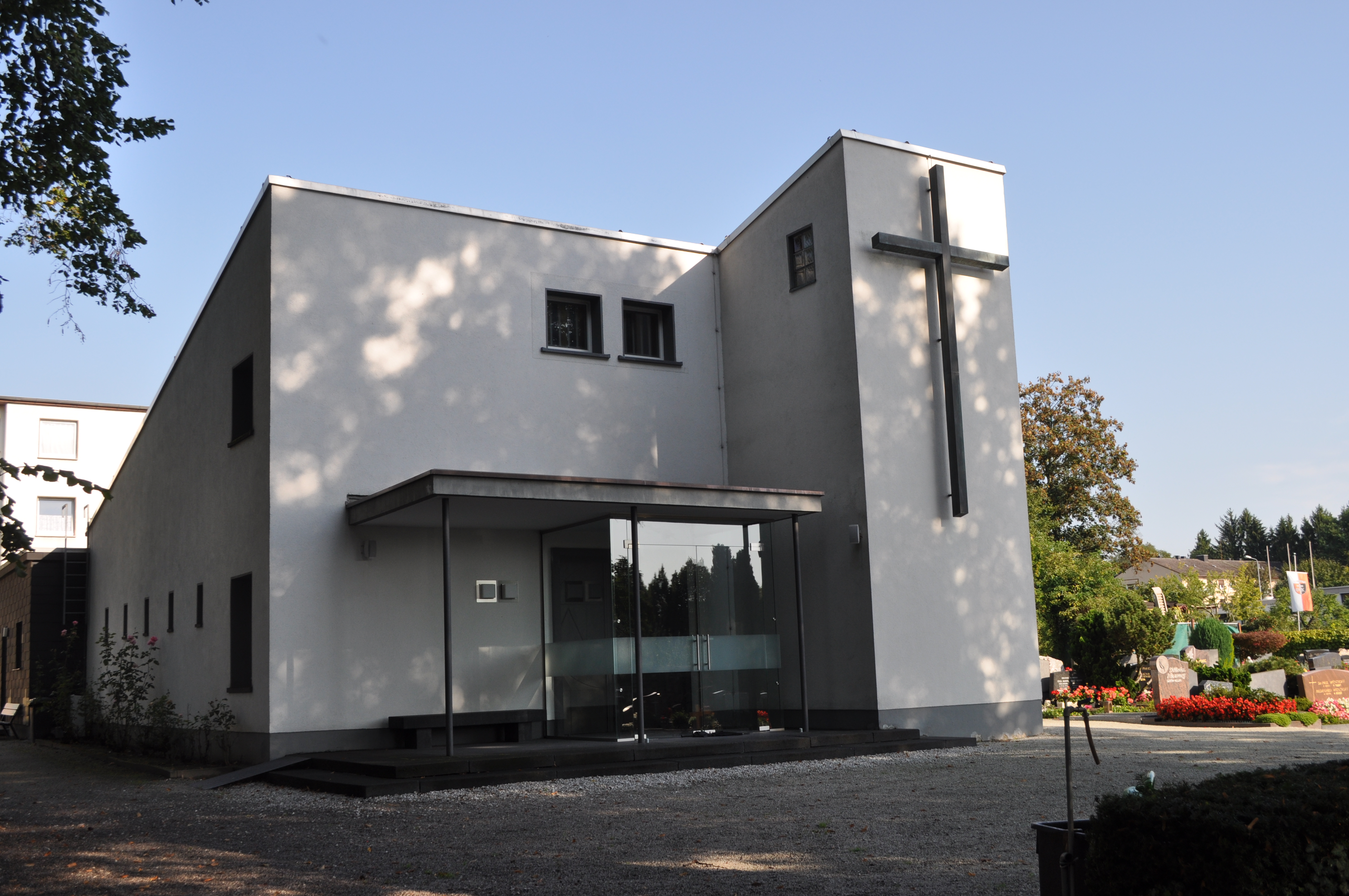
Neue Trauerhalle

1960 beschloss die Kirchengemeinde der Erlöserkirche, eine neue Friedhofskapelle zu bauen. Zur Finanzierung trug die Kirchengemeinde mit 116.000 DM (in heutiger Kaufkraft 320.000 Euro) und die Stadt Bad Homburgs mit 25.000 DM bei. Der nach Entwürfen von Regierungsbaumeister Franz Hufnagel errichtete Bau wurde am 30. Dezember 1962 übergeben. Der Hauptraum bietet 50–60 Sitzplätze. Eine umfassende Sanierung der Trauerhalle erfolgte nach der Jahrtausendwende. Für rund 125.000 Euro wurden baulich-technische Mängel behoben.

## Gräber
Eine Reihe von Gräbern bekannter Persönlichkeiten, vorwiegend aus dem 19. und 20. Jahrhundert, befindet sich auf dem Friedhof. Darunter sind die Grabstätten des Hofmalers und -photographen Johann Friedrich Voigt, von Dr. Trapp, Dr. Baumstark, Bildhauer May und Louis Jacobi. Der Geologe Dr. Friedrich Rolle und der Flieger Johannes Nehring und das monumentale Familiengrab Gustav Weigands (große Trauernde in Marmor von Fritz Gerth) sind weiterhin zu nennen. 1865 wurde nach dem Entwurf von Christian Holler das Grabdenkmal für Heinrich Ernst Zipperlein († 1849) erbaut, der seit 1831 als landgräflicher Oberlehrer mit der Schulreform beauftragt und 1842 Mitbegründer der Kleinkinderbewahranstalt war. Im vorderen Mauerbereich befinden sich Grabsteine von in Homburg verstorbenen Kurgästen und der den tödlich ausgegangenen Raubüberfall vom 28. März 1834 an dem Lederhändler Friedrich Philipp Wernborn inschriftlich festhaltende Stein.
Zentral gelegen ist die Grabkapelle der Familie Ph. Trittler. Die Grabkapelle der Familie Prof. Julius Froeling (1871–1908 Gymnasiallehrer in Homburg) ist ein nach dem Entwurf von Louis Jacobi von 1902 errichteter Bau.

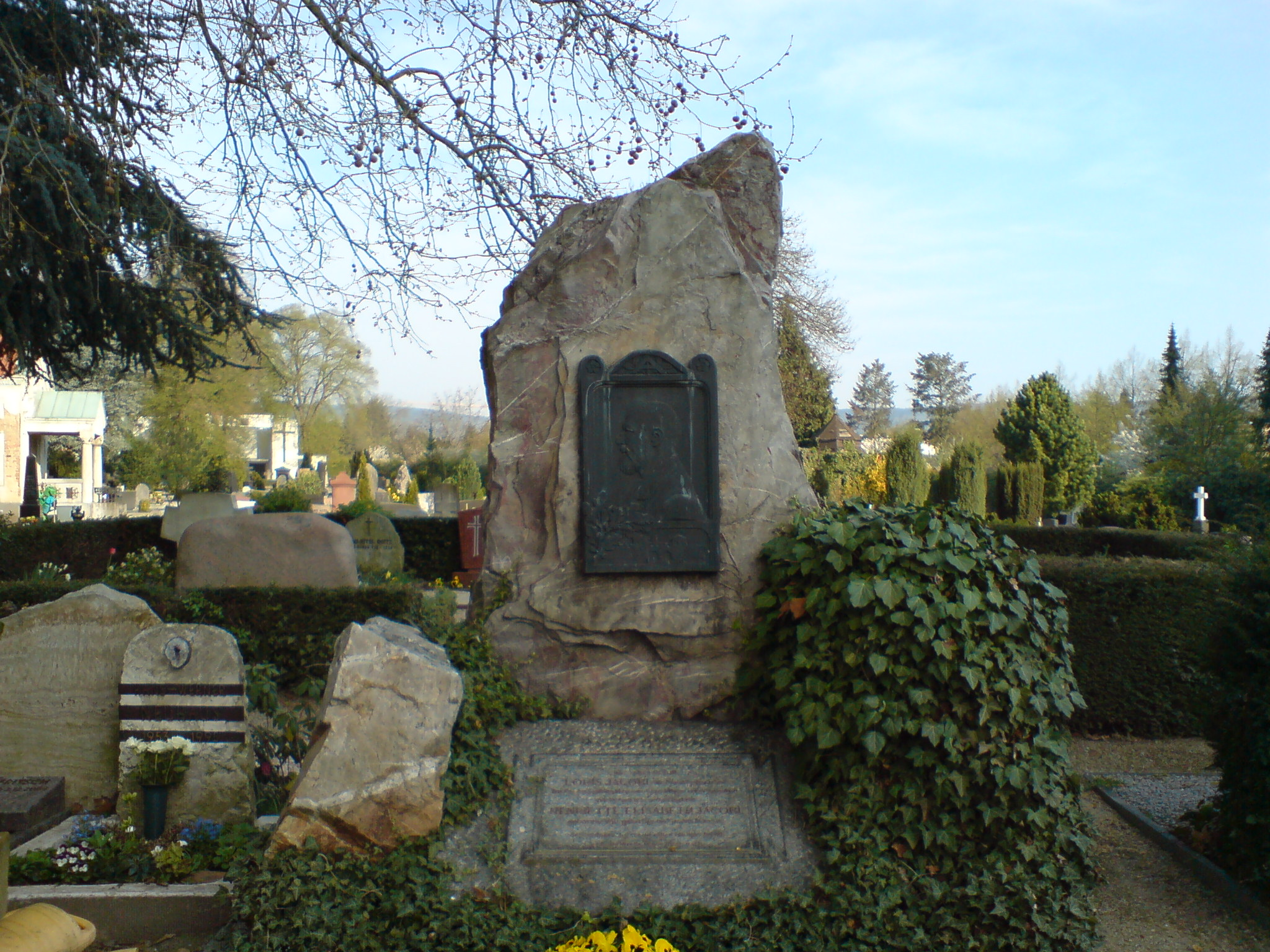
Grab Louis Jacobi
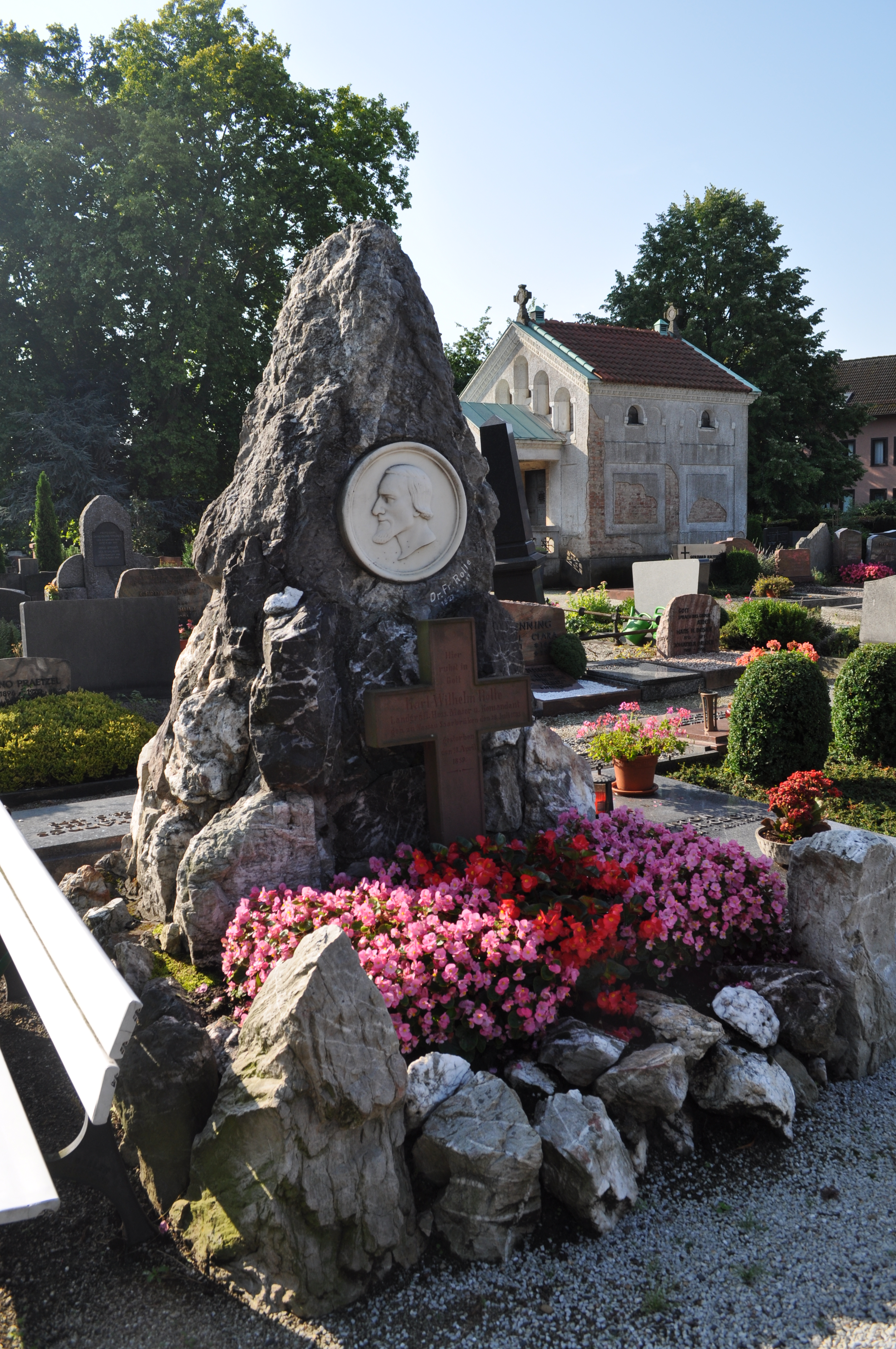
Grab Friedrich Rolle
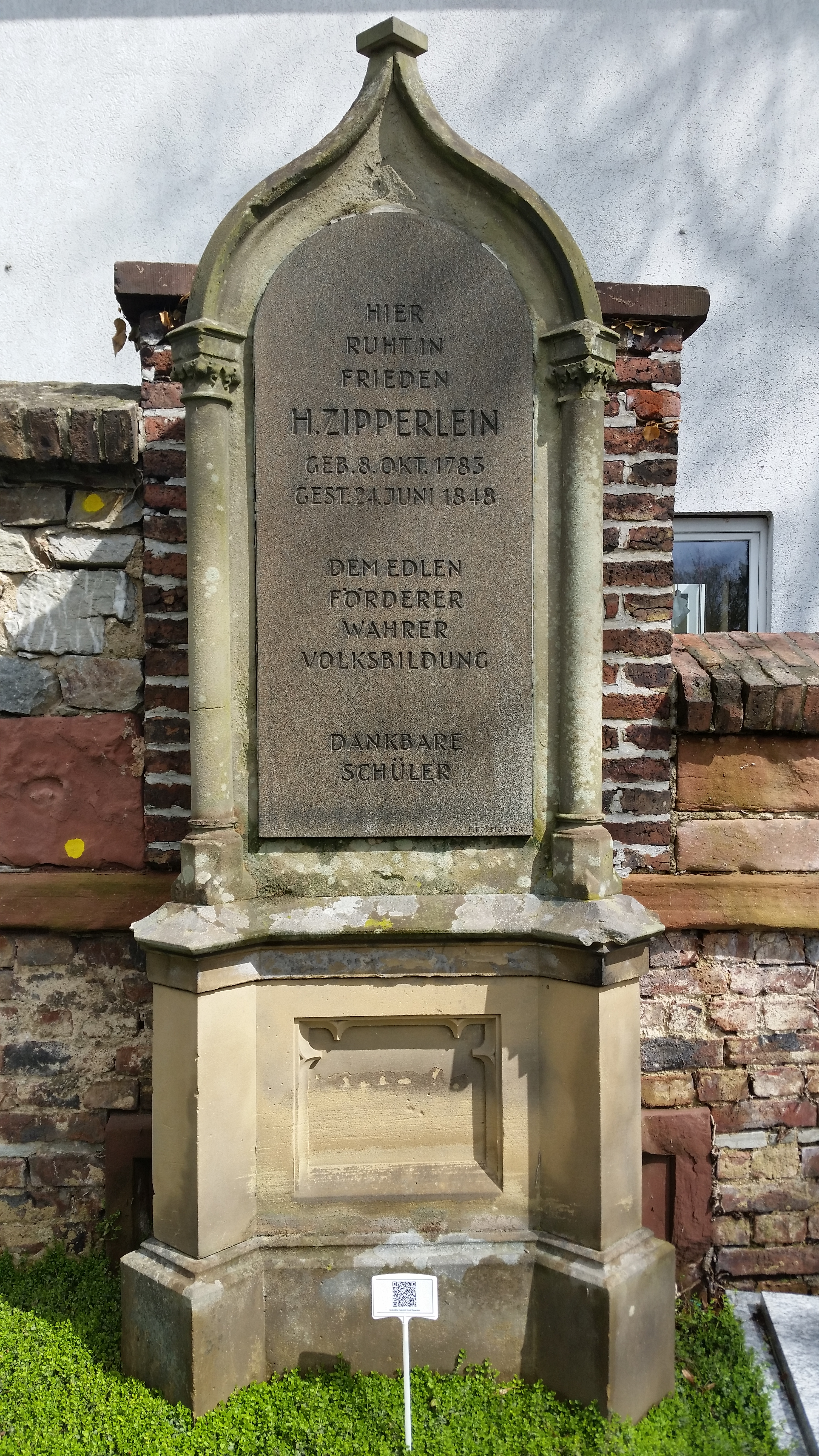
Grab Heinrich Ernst Zipperlein
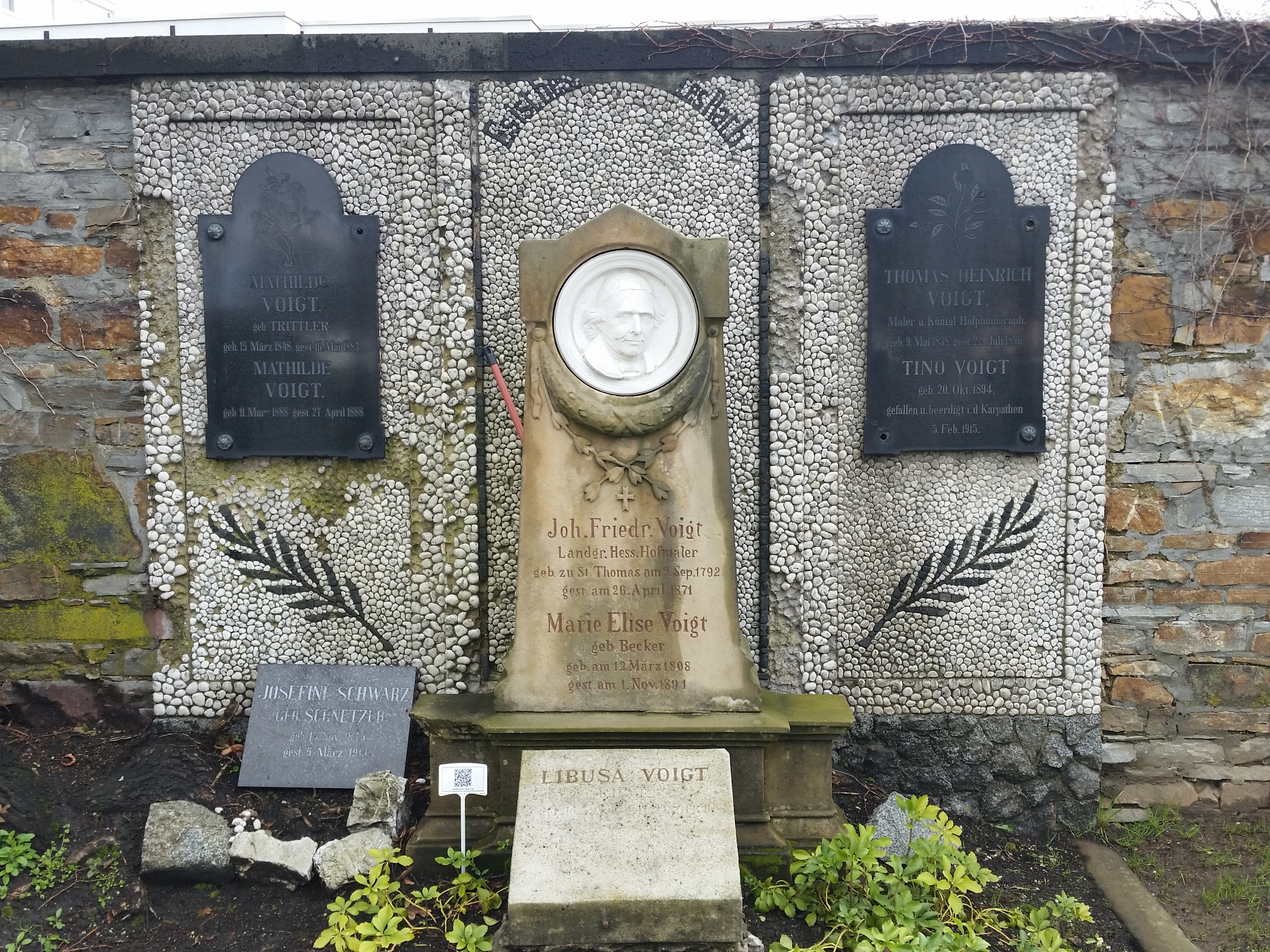
Grab Johann Friedrich Voigt